# Bivio
Bivio (tot 1902 in het Duits Stalla, verouderd Stallen; Reto-Romaans: Beiva) is een voormalige gemeente en plaats in het Zwitserse kanton Graubünden en maakt deel uit van het district Albula.
Bivio telt 220 inwoners.

## Geschiedenis
In 2016 is de gemeente gefuseerd samen met de andere gemeenten Cunter, Marmorera, Mulegns, Salouf, Savognin, Tinizong-Rona, Riom-Parsonz en Sur tot de nieuwe gemeente Surses.

## Externe link

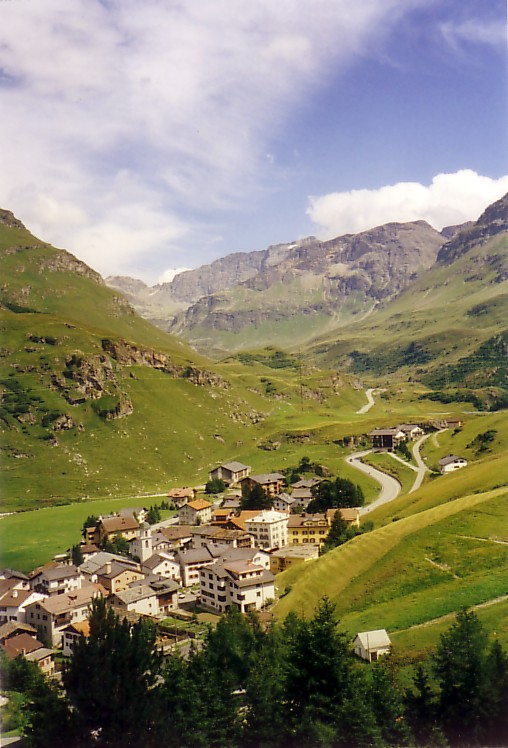
Bivio